# A90公路

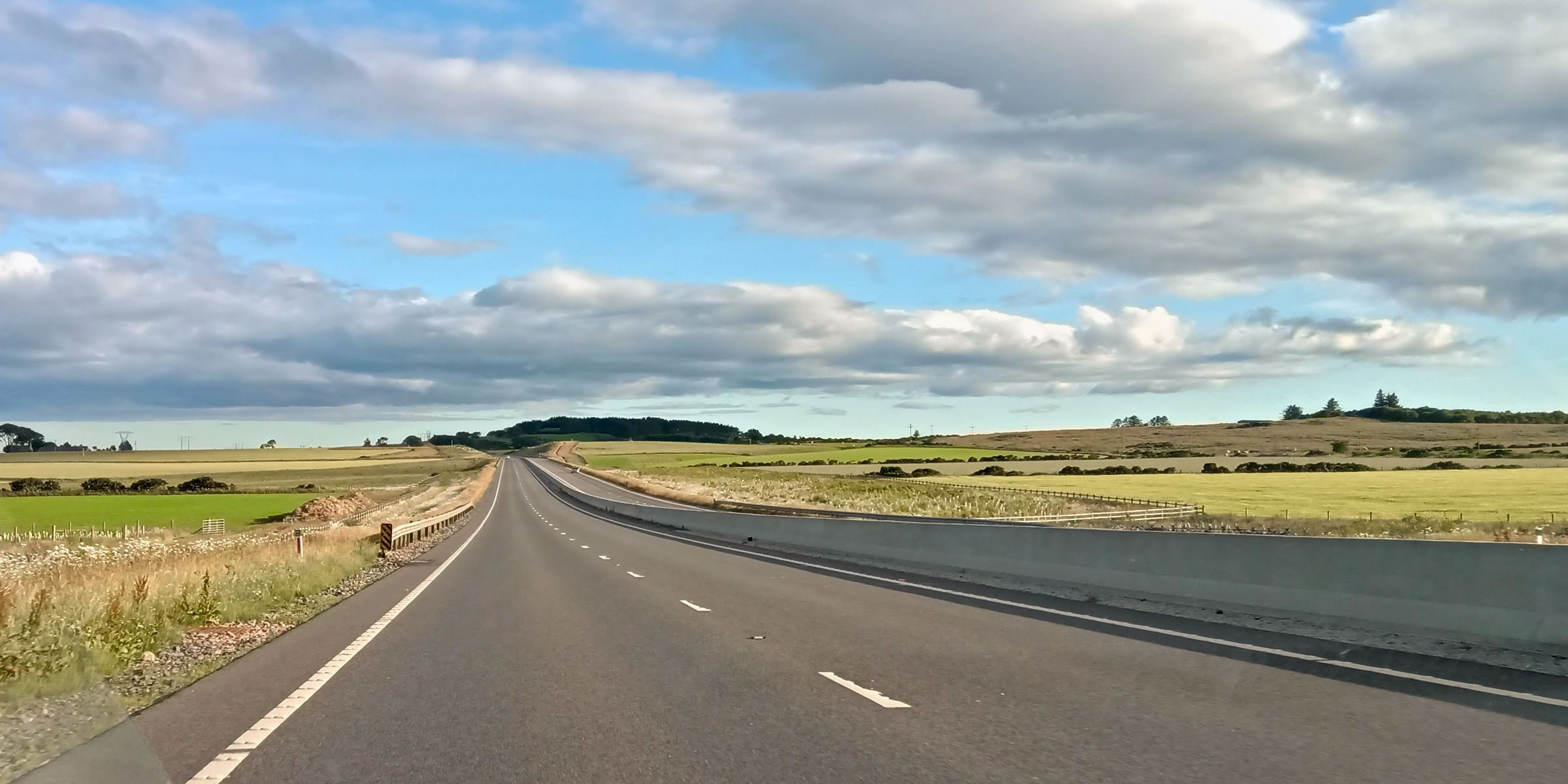
A90

A90公路是英國蘇格蘭東部的一條幹線公路，連接首府愛丁堡和東海岸的弗雷澤堡。
此路在經過福斯灣公路橋後至伯斯之間變成M90高速公路，途中經過鄧迪和阿伯丁東海岸兩大城市。
其包含了A85公路。